# Patricio Tanda
Patricio Damián Tanda (Rafael Calzada, 5 aprile 2002) è un calciatore argentino, centrocampista del Karpaty in prestito dal Racing Club.

## Carriera
Tanda è cresciuto nel settore giovanile del Racing Club, dove ha debuttato il 20 novembre 2020 nell'incontro di Copa Diego Armando Maradona perso 2-0 contro l'Atl. Tucumán. Nel 2021 è stato ceduto in prestito al Ferro Carril Oeste in Primera B Nacional.
Rientrato Al Racing, è rimasto ai margini della rosa giocando solamente un incontro con la prima squadra in tutto il 2022. Nell'agosto del 2023 è passato in prestito all'Unión (SF) per 18 mesi.

## Statistiche

### Presenze e reti nei club
Statistiche aggiornate al 25 agosto 2024.
| Stagione        | Squadra            | Campionato      | Campionato | Campionato | Coppe nazionali | Coppe nazionali | Coppe nazionali | Coppe continentali | Coppe continentali | Coppe continentali | Altre coppe | Altre coppe | Altre coppe | Totale | Totale | Totale |
| Stagione        | Squadra            | Comp            | Pres       | Reti       | Comp            | Pres            | Reti            | Comp               | Pres               | Reti               | Comp        | Pres        | Reti        | Pres   | Reti   |        |
| --------------- | ------------------ | --------------- | ---------- | ---------- | --------------- | --------------- | --------------- | ------------------ | ------------------ | ------------------ | ----------- | ----------- | ----------- | ------ | ------ | ------ |
| 2020            | Racing Club        |                 | -          | -          | CA+CM           | 0+4             | 0               | CL                 | 0                  | 0                  |             | -           | -           | 4      | 0      |        |
| 2021            | Ferro Carril Oeste | PBN             | 5          | 0          |                 | -               | -               |                    | -                  | -                  |             | -           | -           | 5      | 0      |        |
| 2022            | Racing Club        | PD              | 1          | 0          | CA+CdL          | 0               | 0               | CS                 | 0                  | 0                  |             | -           | -           | 1      | 0      |        |
| 2023            | Unión (SF)         | PD              | 0          | 0          | CA+CdL          | 0+7             | 0               |                    | -                  | -                  |             | -           | -           | 7      | 0      |        |
| 2024            | Unión (SF)         | PD              | 4          | 0          | CA+CdL          | 0+10            | 0               |                    | -                  | -                  |             | -           | -           | 14     | 0      |        |
| Totale carriera | Totale carriera    | Totale carriera | 10         | 0          |                 | 21              | 0               |                    | 0                  | 0                  |             | -           | -           | 31     | 0      |        |